# Zasłonak płomykowaty
Zasłonak płomykowaty (Cortinarius pseudocandelaris (M.M. Moser) M.M. Moser) – gatunek grzybów należący do rodziny zasłonakowatych (Cortinariaceae).

## Systematyka i nazewnictwo
Pozycja w klasyfikacji według Index Fungorum: Cortinarius, Cortinariaceae, Agaricales, Agaricomycetidae, Agaricomycetes, Agaricomycotina, Basidiomycota, Fungi.
Po raz pierwszy opisał go w 1957 r. Meinhard Michael Moser, nadając mu nazwę Hydrocybe pseudocandelaris (bazonim). Ten sam autor w 1967 r. przeniósł go do rodzaju Cortinarius. Synonimy:
- Cortinarius pseudocandelaris var. simulantior Chevassut & Rob. Henry 1978
- Hydrocybe pseudocandelaris M.M. Moser 1953
- Hydrocybe pseudocandelaris M.M. Moser 1957

Andrzej Nespiak w 1981 r. podał polską nazwę zasłonak nibypłomykowy, Władysław Wojewoda w 2003 r. zarekomendował nazwę zasłonak płomykowaty.

## Występowanie i siedlisko
Podano jego stanowiska w niektórych krajach Europy, w Ameryce Północnej i Azji. W Polsce jedyne stanowisko podał Andrzej Nespiak w 1981 r. w Karkonoskim Parku Narodowym.
Naziemny grzyb mykoryzowy występujący w lasach iglastych.